# Geoff Ansell
Geoff Ansell – brytyjski kierowca wyścigowy.

## Kariera
W wyścigach samochodowych Ansell poświęcił się startom w wyścigach Grand Prix. Startował głównie w wyścigach rozgrywanych w Wielkiej Brytanii. W 1948 roku odniósł zwycięstwo w British Empire Trophy.